# Raffaele Carlesso
Raffaele Carlesso (* 15. September 1908 in Costa di Rovigo; † 1. Mai 2000 in Pordenone) war ein italienischer Bergsteiger.

## Leben
Von 1932 bis 1940 zog er nach Venetien, um in den Wollmühlen von Schio und Valdagno zu arbeiten. Er eröffnete in der Nähe eine Reihe von Erstbegehungen, insbesondere in den Kleinen Dolomiten in den Vizentiner Alpen und in der Civetta-Gruppe. Während des Zweiten Weltkrieges wurde er nach Sardinien geschickt, um dort eine Stoff- und Deckenfabrik für die Armee zu betreiben. Er kehrte 1946 nach Pordenone zurück, wo er einen Textilhandel aufnahm. Er war bis über das 80. Lebensjahr hinaus als Bergsteiger aktiv. Er starb im Alter von 91 Jahren in Pordenone.
Im Jahr 1931 wurde er zum akademischen Mitglied des Club Alpino Italiano ernannt. Im Jahr 1931 erhielt er die Goldmedaille für besondere Leistungen im Jahr 1935, den San Marco-Preis im Jahr 1972, den L’Agordino d’Oro im Jahr 1987, den Pope Leone I Magno-Preis im Jahr 1994 und das goldene Abzeichen des Club Alpino Italiano im Jahr 1996.
Zu seinem 100. Geburtstag wurde das Klettergymnasium in Budoia nach ihm benannt.

## Alpine Karriere
Mit großer Technik und Beweglichkeit im Freiklettern ausgestattet, war er einer der größten Vertreter des italienischen Alpinismus im goldenen Zeitalter des Sechsten Grades. Die zwanzig Jahre zwischen 1920 und 1940, waren durch Rivalität zwischen den österreichisch-deutschen und den italienischen Bergsteigern bei der Erstbegehung schwerster Routen gekennzeichnet. Als schüchterner und bescheidener Mensch hinterließ er kein Tagebuch und keinen Bericht über seine zahlreichen Unternehmen. Daher ist nicht bekannt, wie viele Begehungen er genau gemacht hat. Seine Ziele fand er hauptsächlich in der Gruppe der Karnischen Voralpen mit den Gipfeln des Cimon dei Furlani, des Cimon del Cavallo, des Col Nudo, des Duranno, des Campanile Pordenone, des Cretòn di Culzei, des Campanile del Rifugio und des Campanile di Val Montanaia und in den kleinen Vizentiner Dolomiten am Baffelan, Sibelle, Soglio Rosso, Soglio d'Uderle, Campanile von Fontana d’Oro statt.
In den Jahren 1934 durchstiegen Bortolo und B. Sandri als erste Seilschaft die Südwand des Torre Trieste und eröffneten eine Route, deren Schwierigkeit damals alles andere in den Schatten stellte.

## Alpine Unternehmungen
- Parete Rossa – Duranno 1929 – Erstbegehung der Südwand, 300 m, V.
- Via Soldà-Carlesso – Punta Sibele – 1933 – Direkte Ostwand mit M.L. Orsini, 300 m, VII-
- Ostkamin – Soglio d'Uderle – 4. Juni 1933 – Erstbegehung mit T. Casetta e A. Colbertaldo, 250 m, VI-
- Via Carlesso-Menti – Sengio della Sisilla – 1933 – Erstbegehung durch die Südwand mit M. Menti, 120 m, VI+, A1
- Diretta Carlesso – Soglio Rosso – 16. Juli 1933 – Erstbegehung mit T. Casetta, 300 m, VI
- Carlesso-Sandri – Torre Trieste – 7. und 8. August 1934 – Erstbegehung mit B. Sandri, 700 m, VI+/A2, VIII-
- Carlesso-Casetta – Baffelan – 1935 – Erstbegehung mit T. Casetta, 250 m, V+
- Carlesso-Menti – Torre di Valgrande – 1936 – Erstbegehung mit M. Menti, 500 m, VI, A2, VIII
- Carlesso-Route – Campanile di Val Montanaia – 1961 – Erstbegehung, 120 m, VI+

Carlesso war mit vielen bekannten Kletterern der damaligen Zeit unterwegs, darunter berühmte Kletterer wie Maddalena, Granzotto, Batista Vinatzer, Soldà, Demuth, Soravito, Castiglioni, Tissi, Andrich, Bertoldi, Casetta.

## Bibliografie
- Severino Casara, Al Sole delle Dolomiti, Hoepli, 1947 und 1950
- Aurelio Garobbio, Uomini del Sesto Grado, Baldini & Castoldi, 1963
- Alfonso Bernardi, La Grande Civetta, Zanichelli, 1971
- Varale Messner Rudatis, Sesto Grado, Longanesi e C., 1971
- Tullio Trevisan, 50 anni di Alpinismo pordenonese, Sez. C.A.I., Pordenone, 1975
- Gianni Pieropan, Storia dell’alpinismo nelle Piccole Dolomiti Vicentine, La Grafica, 1977
- Severino Casara, Il Libro d’Oro delle Dolomiti, Longanesi e C., 1980
- Roberto Barato e Roberto Bianchini, Raffaele Biri Carlesso, Sez. C.A.I. Pordenone, 2008
- Mario Tomadini, Quei magnifici campi di neve – Le origini e la storia dello sci pordenonese, 1924–1941. Società Operaia di Mutuo Soccorso ed Istruzione di Pordenone, Pordenone, 2007.

| Personendaten    | Personendaten             |
| ---------------- | ------------------------- |
| NAME             | Carlesso, Raffaele        |
| KURZBESCHREIBUNG | italienischer Bergsteiger |
| GEBURTSDATUM     | 15. September 1908        |
| GEBURTSORT       | Costa di Rovigo           |
| STERBEDATUM      | 1. Mai 2000               |
| STERBEORT        | Pordenone                 |